# Avtovokzal (Jekaterinenburg)
Avtovokzal (Russisch: Автовокзал; "busstation") is een microdistrict in het zuiden van de Russische stad Jekaterinenburg, gelegen in de districten Leninski en Tsjkalovski en vormt onderdeel van het grote woongebied Joezjny. Het microdistrict ligt op de kruising van de oelitsa 8 Marta en oelitsa Sjtsjorsa en grenst aan de microdistricten Joego-Zapadny, Botanitsjeski en Joezjny. In dit district werd de eerste tram van Jekaterinenburg geïntroduceerd. Het microdistrict heeft een eigen spoorstation. Sinds het midden van de jaren 90 wordt gewerkt aan het renoveren van de straten in het microdistrict en worden nieuwe appartementencomplexen gebouwd in het zuiden van het district, waarvoor de oelitsa 8 Marta een aantal kilometer werd verlengd. Ook worden oude kantoren en winkels vernieuwd en worden nieuwe gebouwd.
In het microdistrict bevindt zich een dendrologisch park met ruim 200 zeldzame boom- en heestersoorten.